# Гуан'ань
Гуан'ань (кит. спр. 广安市, піньїнь: Guăng'ān Shì) — місто-округ в китайській провінції Сичуань. 

## Географія
Гуан'ань лежить на висоті близько 300 метрів над рівнем моря у центрі Сичуанської западини.

### Клімат
Місто знаходиться у зоні, котра характеризується вологим субтропічним кліматом. Найтепліший місяць — серпень із середньою температурою 27,2 °C. Найхолодніший місяць — січень, із середньою температурою 6,6 °С.
| Клімат Гуан'аня         | Клімат Гуан'аня | Клімат Гуан'аня | Клімат Гуан'аня | Клімат Гуан'аня | Клімат Гуан'аня | Клімат Гуан'аня | Клімат Гуан'аня | Клімат Гуан'аня | Клімат Гуан'аня | Клімат Гуан'аня | Клімат Гуан'аня | Клімат Гуан'аня | Клімат Гуан'аня |
| Показник                | Січ.            | Лют.            | Бер.            | Квіт.           | Трав.           | Черв.           | Лип.            | Серп.           | Вер.            | Жовт.           | Лист.           | Груд.           | Рік             |
| Середній максимум, °C   | 9,2             | 11,9            | 16,7            | 22,2            | 26,4            | 28,5            | 31,8            | 32,1            | 27,3            | 21,1            | 16,2            | 10,3            | 21,1            |
| Середня температура, °C | 6,6             | 8,7             | 12,5            | 17,5            | 21,8            | 24,3            | 27,2            | 27,2            | 23,1            | 17,7            | 13,1            | 7,9             | 17,3            |
| Середній мінімум, °C    | 4,6             | 6,4             | 9,6             | 14,1            | 18,2            | 21,2            | 23,8            | 23,5            | 20,2            | 15,6            | 11              | 6,1             | 14,5            |
| Норма опадів, мм        | 15.8            | 19.4            | 38              | 84.4            | 150             | 167.4           | 211.2           | 133.1           | 118.7           | 93.2            | 42.7            | 21.2            | 1095.1          |
| Вологість повітря, %    | 87              | 84              | 80              | 80              | 79              | 84              | 81              | 79              | 83              | 87              | 87              | 88              | 83.3            |
| ----------------------- | --------------- | --------------- | --------------- | --------------- | --------------- | --------------- | --------------- | --------------- | --------------- | --------------- | --------------- | --------------- | --------------- |
| Джерело: data.cma.cn    |                 |                 |                 |                 |                 |                 |                 |                 |                 |                 |                 |                 |                 |